# Purismo linguistico in inglese
Il purismo linguistico nella lingua inglese è la corrente di pensiero secondo cui, nella lingua anzidetta, va privilegiato l'uso di vocaboli di origine germanica rispetto a quelli di origine alloglotta (principalmente romanzi, latini e greci). Sussistono gradazioni divergenti nell'importanza che i fautori decidono di attribuire rispettivamente al lessico propriamente anglosassone (direttamente imparentato, anche quando in disuso, con l'inglese moderno ma rimasto allo stadio di sviluppo medievale) e all'appropriazione e adattamento di termini e soluzioni lessicali provenienti da altre lingue germaniche. Nella sua forma blanda, significa semplicemente usare parole native esistenti al posto di altre che derivano da altre lingue (ad esempio usare begin invece di commence). Nella sua forma più sviluppata, il purismo linguistico inglese prevede la rivitalizzazione di termini indigeni in disuso (come ettle per intend) e la coniazione di nuovi vocaboli sulla base di radici germaniche (come wordstock per vocabulary). La lingua che da ciò risulta viene chiamata alle volte Anglish (appellativo coniato da Paul Jennings, scrittore britannico) o inglese sassonizzato, oltre ad altri nomi meno diffusi. La forma blanda è spesso proposta come componente dell'inglese semplificato – evitando termini complessi latinizzanti e grecizzanti – ed ha avuto una certa influenza sull'uso dell'inglese. La forma più estrema è stata e continua ad essere un movimento marginale.
Il purismo linguistico inglese viene discusso da David Crystal nella Cambridge Encyclopedia of the English Language. L'idea risale almeno alla controversia dell'inkhorn nel XVI e XVII secolo. Nel XIX secolo, scrittori come Charles Dickens, Thomas Hardy e soprattutto William Barnes, hanno provato ad introdurre termini come birdlore per ornitologia e bendsome per flessibile. Quest'idea ha continuato a essere perorata nel XX secolo, in particolare da George Orwell, che sosteneva la necessità di sostituire le complesse parole latine e greche con le semplici parole sassoni, e continua ad avere sostenitori anche oggi.

## Storia

### Inglese antico ed inglese medio
L'inglese antico adottò un piccolo numero di prestiti greco-romani in un primo periodo, specialmente nel contesto della cristianizzazione degli Anglosassoni (church, bishop, priest). Altri prestiti risalgono al IX secolo (Danelaw), quando molti prestiti dall'antico nordico furono introdotti per riferirsi a termini quotidiani (skull, egg, skirt).
Dopo la conquista normanna dell'Inghilterra del 1066–71, l'élite della società inglese fu rimpiazzata da persone che parlavano il normanno antico (una lingua romanza strettamente imparentata con il francese antico). Questa lingua si sviluppò poi nell'anglo-normanno e divenne la lingua di stato. Quindi, coloro che aspiravano ad entrare nei campi del diritto e della politica dovevano impararlo (si veda ad esempio il "francese legale").
Fu nel periodo dell'inglese medio che la lingua inglese fu esposta all'influsso dei prestiti romanzi (attraverso l'anglonormanno) – si veda l'influenza latina sull'inglese. Ad ogni modo, ci furono alcuni scrittori che cercarono di opporsi all'influenza smisurata dell'anglonormanno. Il loro scopo era fornire una letteratura alle masse che parlavano inglese, utilizzando proprio il loro vernacolo, la loro lingua materna. Questo significava non solo scrivere in inglese, ma anche fare attenzione a non usare nessuna parola di origine romanza che sarebbe potuta essere difficile da capire per i lettori. Esempi di questo tipo di letteratura sono l′Ormulum, il Bruto di Layamon, l′Ayenbite of Inwyt ed i manoscritti del Gruppo Katherine in "lingua AB".

### Primo inglese moderno
Nel XVI e XVII secolo, fu sollevata una polemica contro i prestiti stranieri ritenuti innecessari (conosciuti come "termini inkhorn"). Gli scrittori stavano introducendo molte parole complicate, principalmente dal latino e dal greco. La critica li vedeva come pretenziosi e non necessari, sottolineando che l'inglese aveva già parole con identico significato. Comunque, molte delle nuove parole guadagnarono uno status identico a quello delle parole native di origine germanica e spesso finirono col rimpiazzarle.
Scrittori come Thomas Elyot subissarono i loro scritti di termini stranieri, mentre scrittori come John Cheke cercarono di mantenere "puri" i loro scritti. Cheke scriveva:
(John Cheke)
In reazione, alcuni scrittori provarono addirittura a riportare in vita deliberatamente termini inglesi ormai vecchi (gleeman per musician, sicker per certain, inwit per conscience, yblent per confused) o a creare parole completamente nuove partendo da radici germaniche (endsay per conclusion, yeartide per anniversary, foresayer per prophet). Alcune di queste parole sono rimaste nell'uso comune.

### Inglese contemporaneo
Un noto sostenitore del purismo linguistico inglese nel XIX secolo fu William Barnes, scrittore, poeta, ministro e filologo inglese che sostenne il purismo con lo scopo di facilitare la comprensione dell'inglese anche senza una formazione classica. Barnes si lamentava del "needless inbringing" (= importazione innecessaria) di parole straniere. Per ovviare a ciò utilizzava parole native del suo dialetto, il dialetto del West Country, e coniava parole nuove basate su radici dell'inglese antico. Queste includevano speechcraft per grammar, birdlore per ornithology, fore-elders per ancestors e bendsome per flexible. Un altro poeta del XIX secolo che supportò il purismo linguistico fu Gerard Manley Hopkins. Scrisse nel 1882: "Fa piangere pensare a ciò che l'inglese avrebbe potuto essere; perché malgrado tutto quello che Shakespeare e Milton hanno fatto [...] nessun concetto di bellezza in una lingua può ricompensare il desiderio di purezza".
Nel suo saggio del 1946, La politica e la lingua inglese, George Orwell scriveva:
(George Orwell)
Un contemporaneo di Orwell, il compositore australiano Percy Grainger, scriveva inglese solo con parole germaniche e chiamò questo linguaggio "inglese dagli occhi blu". Per esempio, un composer divenne un tonesmith. La traduzione inglese dell'Edda poetica del 1962 di Lee Hollander, scritta quasi completamente con parole germaniche, avrebbe ispirato molti futuri scrittori dell'"Anglish".
Nel 1966, Paul Jennings scrisse alcuni articoli su Punch per commemorare il 900º anniversario della conquista normanna. Questi scritti ponevano la questione di come sarebbe stata l'Inghilterra se la conquista non fosse avvenuta. Erano inclusi esempi di quello che lui chiamava "Anglish", come una parte di un'opera di William Shakespeare, scritta in quello che sarebbe stato l'inglese se la conquista fosse fallita. Jennings fece "un inchino a William Barnes, il poeta-filologo del Dorset".
Nel 1989, lo scrittore di fantascienza Poul Anderson scrisse un testo a proposito della teoria atomica basica, chiamato Uncleftish Beholding. Lo aveva scritto usando solo parole di origine germanica ed intese con ciò mostrare come sarebbe potuto sembrare l'inglese senza prestiti stranieri. Nel 1992, Douglas Hofstadter si riferì scherzosamente allo stile di Anderson chiamandolo "Ander-Saxon". Questo termine è stato usato da allora per descrivere qualsiasi scritto scientifico che usa solo parole di origine germanica.
Anderson usò tecniche che includevano:
- estensione di senso (motes per 'particles');
- calchi, cioè traduzioni dei morfemi delle parole straniere (uncleft per atom, che viene dal greco a- 'non' e temnein 'dividere');
- calchi da altre lingue germaniche come il tedesco e l'olandese (waterstuff dal tedesco Wasserstoff / olandese waterstof per 'hydrogen'; sourstuff dal tedesco Sauerstoff / olandese zuurstof per 'oxygen');
- coniando nuovi termini (firststuff per 'element'; lightrotting per 'radioactive decay').

Un altro approccio, senza un nome specifico, può essere osservato nella pubblicazione di David Cowley How We'd Talk if the English had Won in 1066, risalente al settembre del 2009. Quest'opera si basa sull'aggiornamento di parole dall'inglese antico all'inglese di oggi e cerca di appellarsi alla tradizione catalogando le parole in cinque livelli, da "facili" a "strambe e fantastiche", e includendo molti esempi d'uso, disegni e test.
Dal 2000 ad oggi sono nati vari progetti online dedicati all'Anglish, tra i quali Anglish Moot su Wikia (dal 2005).